# Конформаційний блокатор
Конформаційний блокатор (рос. конформационный блокатор, англ. conformational blocker) — у хімії ліків — група, введення якої в молекулу перешкоджає утворенню конформацій, вигідних для перебігу певних біохімічних або хімічних процесів.